# Grosz miśnieński
Grosz miśnieński – srebrna groszowa moneta niemiecka wprowadzona do mennictwa miśnieńsko-turyńskiego przez Fryderyka II w 1339 r. na wzór grosza praskiego, zawierająca 3,66 grama czystego srebra. Zawartość kruszcu ulegała redukcji z biegiem lat:
- w 1360 – 3,12 grama
- w 1432 – 0,48 grama.

Na awersie umieszczony był krzyż liliowaty otoczony imionami i tytułami emitentów, na rewersie zaś – lew miśnieński (w lewo) i napis otokowy: 

GROSSVS MARCH MISNENSIS

Grosze miśnieńskie z lat 1465–1460 oraz 1490–1499 były datowane.
W XIV w. grosze miśnieńskie napływały na ziemie I Rzeczypospolitej, o czym świadczą źródła pisane oraz skarby monet.